# Альтернат
Альтерна́т (від лат. alterno — чергую, змінюю) — в міжнародному праві правила, що регулюють порядок підписання договору: черговість згадування сторін у тексті договору, розміщення підписів, печаток тощо. Застосування альтернату підкреслює рівність держав—учасниць договору.